# Tröpfchenbewässerung

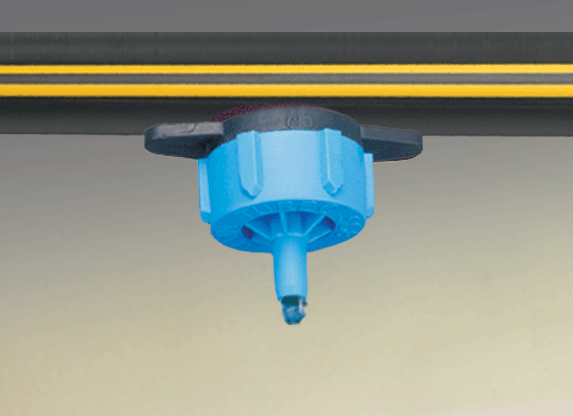
Tropfvorrichtung an einem Bewässerungsschlauch

Die Tröpfchenbewässerung ist eine Bewässerungstechnik, bei der an Schläuchen in regelmäßigen Abständen Auslässe angebracht sind, über die nur geringe, exakte Wassermengen (tröpfchenweise meist 2–4 l/h) weitgehend unabhängig vom Druck in der Rohrleitung abgegeben werden. Dieses Verfahren wurde zunächst in trockenen Ländern zum wassersparenden Einsatz entwickelt. Es kann auch in Mitteleuropa im geschützten gärtnerischen Anbau unter Glas und unter Folie eingesetzt werden, aber auch im Hausgarten und in Parkanlagen. Zunehmend wird Tröpfchenbewässerung im Weinbau eingesetzt, etwa in der Wachau.
Andere Beregnungstechniken wie der Trommelberegner können immer nur kleine Flächen intensiv beregnen und wechseln dann teilautomatisch ihre Position.

## Technik

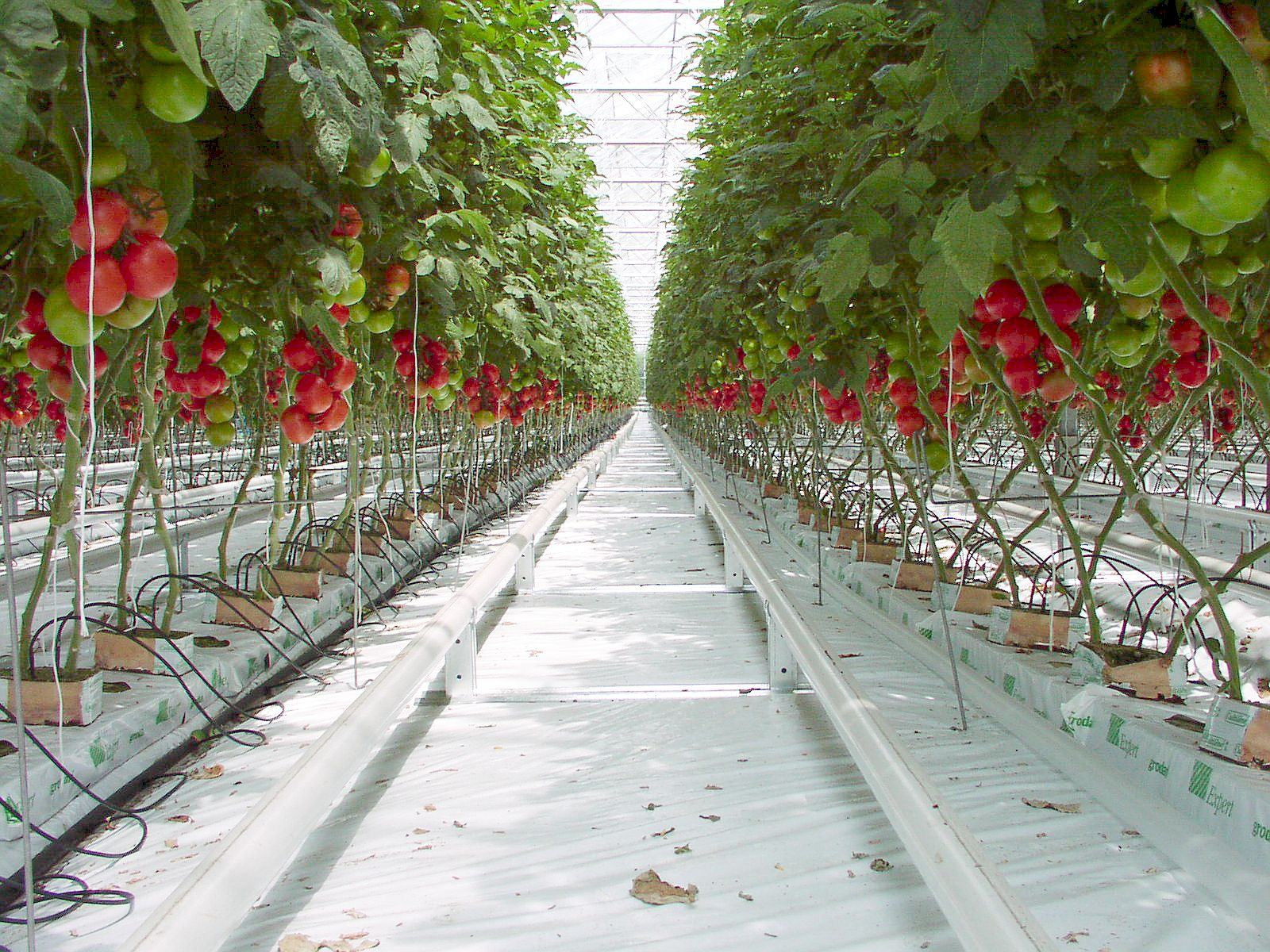
Tröpfchenbewässerungssystem mit Seitenschläuchen in einem Gewächshaus

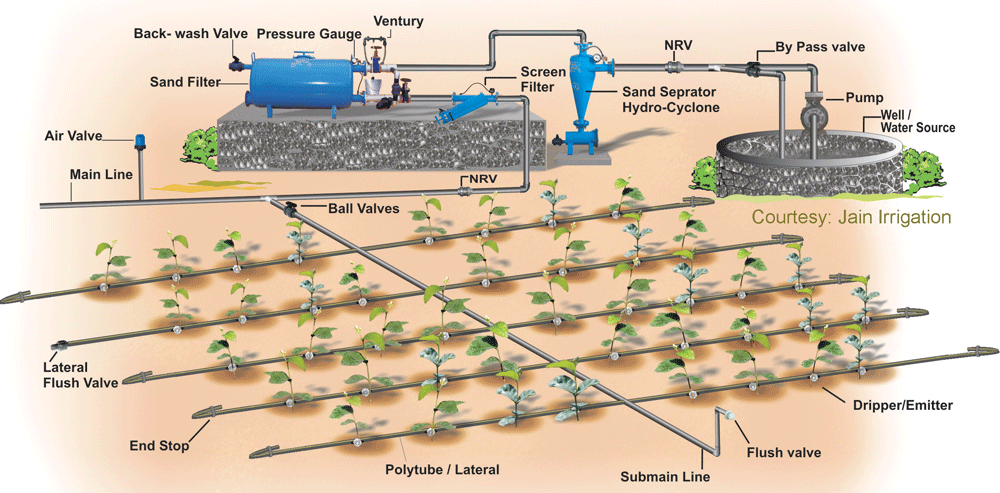
Schematische Übersicht der einzelnen Systemteile

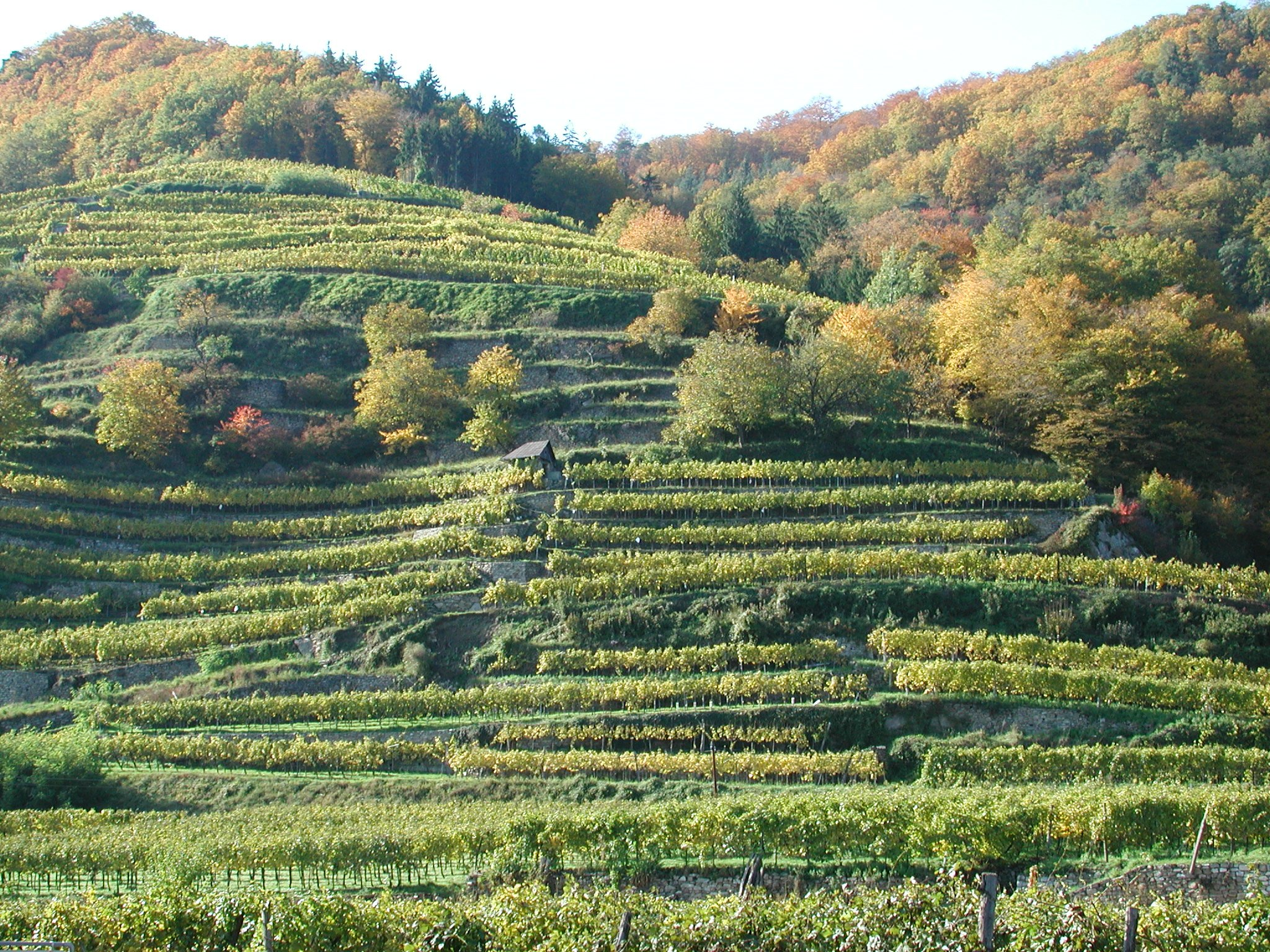
Mittels Tropferleitungen bewässerte Weingärten in der Wachau

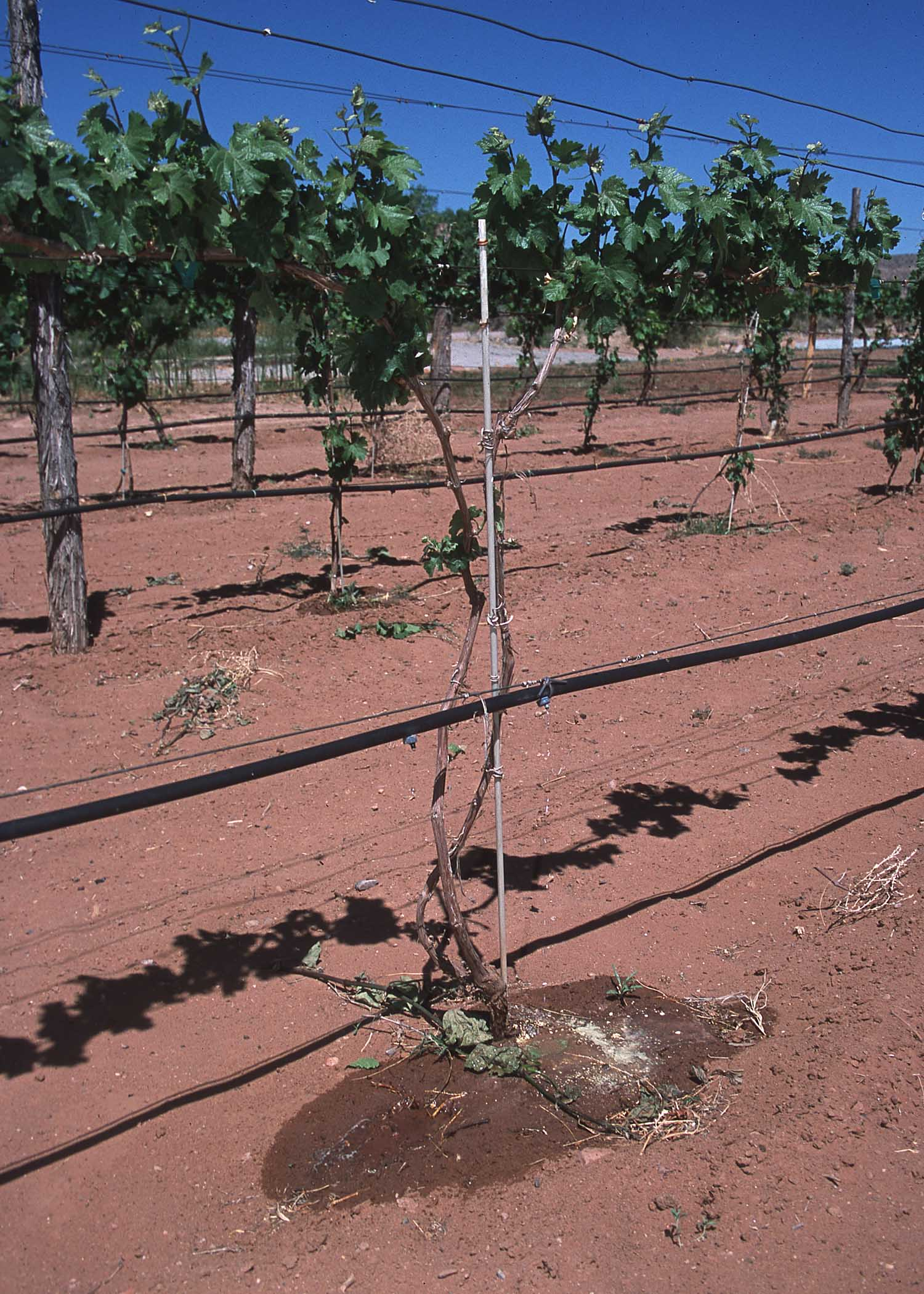
Tröpfchenbewässerungssystem im Weinbau in New Mexico

Ursprünglich waren die Hauptschläuche mit dünnen Seitenschläuchen verbunden. Sollte viel Wasser aus den Seitenschläuchen kommen, so wurden diese eingekürzt, was den Reibungswiderstand des Rohres verringerte. Inzwischen begrenzt ein Emitter-Teil mit einem integrierten Labyrinth die ausgebrachte Wassermenge, der Seitenschlauch wird in der Regel nur noch bei der Bewässerung von Einzeltöpfen verwendet.
Der Bewässerungstropf wird mit niedrigen Drücken (etwa 0,1 bis 4 bar) gefahren. Im Hangbereich muss darauf geachtet werden, dass nicht alles Wasser im unteren Bereich aus dem Tropfsystem entweicht. Um dies zu vermeiden, gibt es mittlerweile auch druckkompensierende Tropfsysteme, welche den Druckunterschied durch die Geländeneigung ausgleichen. In hochwertigen Tropfsystemen sind Membranen integriert, welche erst ab einem bestimmten Druck öffnen und so auch ein Leerlaufen des Tropfrohres an der tiefsten Stelle verhindern.
Im modernen Gartenbau erfolgt der Einsatz von Tropfbewässerungen automatisiert (siehe auch Bewässerungsautomation) unter Verwendung weiterer Technik wie Sensoren, Magnetventilen und entsprechender Steuergeräte, welche den Zeitpunkt und die Höhe der Wassergaben regeln.
Tropfbewässerung lässt sich auch mit Strategien der Defizitbewässerung kombinieren.
Da bei der Mikrobewässerung Schläuche im Anbaugebiet verlegt werden und an jeder Pflanze ein Tropfer installiert wird, führt dies dazu, dass dieses System im Freilandbetrieb meist nur auf einzeln stehende Pflanz-Kulturen und wegen des hohen Arbeitsaufwandes hauptsächlich an Dauerkulturen wie zum Beispiel Wein-, Oliven- oder Obstbau angewandt wird. Positiv ist aber ein reduziertes Unkrautwachstum, da das Wasser primär nur den Kulturpflanzen zur Verfügung steht.

## Oberirdisch
Eine Tropfbewässerungsanlage gliedert sich grundsätzlich in die drei Bereiche Steuereinheit, Tropferleitung und Tropfer. Die Steuerung kann manuell oder automatisch über ein Tensiometer im Bestand erfolgen. Die Tropferleitungen liegen bei der oberirdischen Tropfbewässerung auf der Bodenoberfläche. Die Tropfer können ganz verschieden sein, oft werden der Langwegkanal oder aufsteckbare Tropfer verwendet.

## Unterirdisch
Bei dieser Tropfbewässerung werden die Tropferleitungen unter dem Bodenniveau verlegt. Die Installation ist dadurch aufwendiger und eine Lageänderung der Leitungen kann bei Bedarf nicht so einfach umgesetzt werden.

## Vorteile
Ein offensichtlicher Vorteil ist die Einsparung von Wasser durch exakte Aufbringung des Wassers unter Vermeidung von Verdunstungsverlusten. Vorteilhaft ist das Verfahren besonders bei Böden mit geringer Mächtigkeit und geringer Wasserspeicherkapazität, da die Pflanzen sonst bald unter Wasserstress stehen mit negativer Auswirkung auf ihre Entwicklung.
Wassereinsparung bedeutet meist auch Kosteneinsparung. Tropfbewässerungen sind in der Anschaffung kostenintensiver als andere Systeme, was jedoch schnell durch die Einsparung von Wasser kompensiert wird. Mitunter ist ein wirtschaftlicher Anbau nur mit Tröpfchenbewässerung oder Fogponics (einem Teilgebiet der Hydroponik) möglich.
Das Verfahren bietet zugleich die Möglichkeit, Nährstoffe direkt dem Wasser beizumischen. Ein weiterer Vorteil ist, dass die Blätter nicht benetzt werden und somit Pilzerkrankungen der Pflanzen nicht weiter gefördert werden. Es stellte sich gerade in Entwicklungs- und Schwellenländern, bei schlechter Infrastruktur und geringem Wasserdruck in den Wasserversorgungssystemen, bei der Tröpfchenbewässerung eine gute Einsetzbarkeit heraus.

## Mögliche Probleme
Nachteilig ist, dass Schläuche und Tropfer vor allem bei der Fertigation, also der Beimischung von Düngemitteln, verstopfen können. Dies kann durch vorgeschaltete Filter teilweise verhindert werden.
In ariden und semiariden Gebieten kann es auch bei Tröpfchenbewässerung zu einer gewissen Versalzung des Bodens kommen; allerdings kann wegen der großen Effektivität der Tröpfchenbewässerung mit relativ geringen Wassermengen gearbeitet werden, um die Versalzung zu minimieren.

## Entwicklung
Das Prinzip der Tröpfchenbewässerung ist seit der Antike bekannt. Eingegrabene Tontöpfe wurden mit Wasser gefüllt, sodass dieses nach und nach in den Boden drang. Die Chinesen wässerten zum Beispiel vor über 2000 Jahren ihre Felder unter anderem damit. Die unterirdische Installation konnte Wasser sparen und den Ertrag steigern.
Der Ingenieur Simcha Blass entwickelte diese Bewässerungsart weiter. Zuvor hatte er in den 1930er Jahren im Kibbuz Chazerim in der Negev-Wüste eine Beobachtung gemacht: Ein Baum wuchs schneller als alle anderen in der unmittelbaren Umgebung. Neben diesem tropfte es aus einem leckenden Wasserrohr. Dadurch inspiriert, begann er, Wurzeln gezielt und zeitlich genau zu bewässern, anstatt diese wie beim üblichen Gießvorgang einfach komplett unter Wasser zu setzen. Zwanzig Jahre später stellte Simcha das erste System der Tröpfchenbewässerung vor. Es bestand zunächst aus einem simplen Plastikschlauch mit vielen kleinen Löchern darin. In seinem meist regenarmen Heimatland Israel wurde Tropfbewässerung gang und gäbe – im kommerziellen wie auch privaten Gebrauch. Auch im niederschlagsreichen Norden des Landes versorgen oft dünne Schläuche Gartengewächse mit Feuchtigkeit.

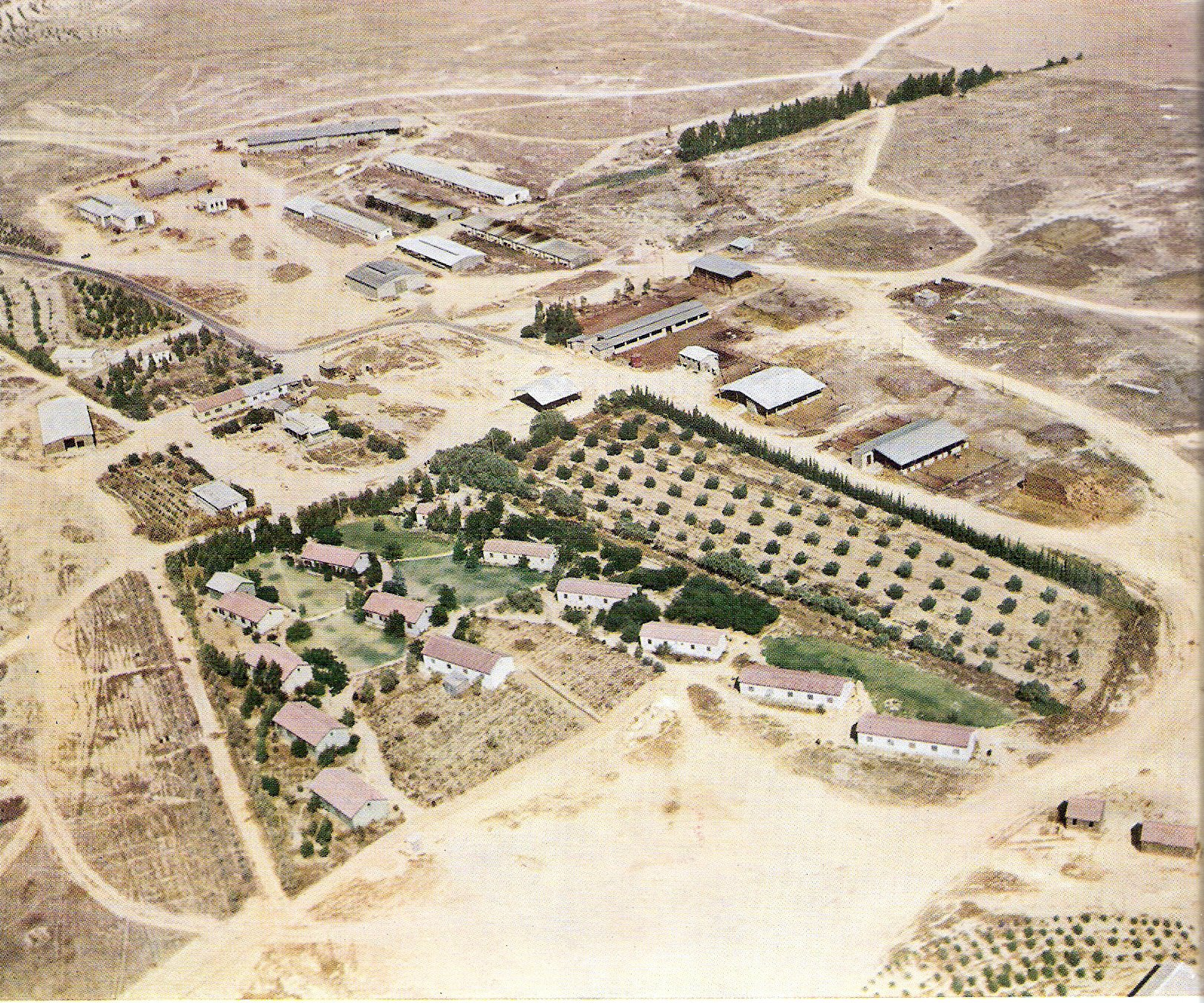
Chazerim 1958

Weltweit wurde die noch von Erfinder Blass mitgegründete Firma Netafim die umsatzstärkste Produzentin künstlicher Bewässerungssysteme. Vor allem Entwicklungsländer nutzen diese Technik, um trotz karger Böden und knapper anderweitiger Wasserressourcen ausreichende Erträge zu erzielen. Über 130 Staaten setzen bereits Tropfenbewässerungstechnik ein. Netafim ist eines von über 160 Technologieunternehmen des israelischen Wassersektors, deren Arbeit sich auf Wassereffizienz, rechnergestützte Bewässerungssysteme, Abwassernutzung sowie Meerwasserentsalzung fokussiert. Die weltweit zur Tröpfchenbewässerung eingesetzte Technologie stammt mittlerweile zu über fünfzig Prozent von dort. Im Jahr 1976 legte die Firma Netafim einen großen Meilenstein in der Geschichte der Mikrobewässerung mit dem ersten druckausgleichenden Tropfer.
Aber auch über vierzig Jahre, nachdem das – von dem aus Polen stammenden israelischen Wasseringenieur Blass – übernommene Originalsystem weiter entwickelt wurde, wird die Technologie der Tropfbewässerung in Fachkreisen als sich noch in den Kinderschuhen befindend bezeichnet. Nur fünf Prozent der Bauern weltweit nutzen es, da die meisten von ihnen sich auf traditionelle Flutbewässerung verlassen, bei der Wasser die Felder überschwemmt. Es funktioniert in Gebieten, in denen es viel Niederschlag oder Wasservorräte gibt. In den zahlreichen Randgebieten der Dritten Welt und bei Dürrephasen fehlt dies aber.